# Henry Lee Giclas
Henry Lee Giclas, ameriški astronom, * 9. december 1910, Flagstaff, Arizona, ZDA, † 2. april 2007, Flagstaff.
Njemu v čast so poimenovali asteroid 1741 Giclas.

## Delo
Delal je na Observatoriju Lowell. Odkril je 17 asteroidov. Med njimi je tudi apolonski asteroid 2201 Oljato in amorski asteroid 2061 Anza.
Odkril je tudi nekaj kometov. Med bolj znanimi je periodični komet 84P/Giclas.